# Ametabole Insekten
Ametabole Insekten fasst die Insektengruppen, einschließlich der früher zu den Insekten gerechneten anderen Hexapoda zusammen, bei denen sich das Jungtier nur anhand seines sexuellen Reifegrads vom erwachsenen Tier, der Imago (geschlechtsreifes, erwachsenes Insekt), unterscheidet. Im Gegensatz dazu sind bei hemimetabolen Insekten die Entwicklungsstadien (Larven, hier oft Nymphen genannt, wenn keine eigenen Larvalorgane ausgeprägt sind) und die Imagines am Vorhandensein oder Fehlen von Flügeln unterscheidbar. Bei der dritten Gruppe, den holometabolen Insekten ist zwischen Larven und Imaginalstadien zusätzlich ein Puppenstadium eingeschaltet, in dem der Körperbau radikal umgestaltet wird.
Früher wurden die Ametabola, synonyme Ausdrücke sind „Urinsekten“ oder „Apterygota“, auch als systematische Gruppe aufgefasst. Im Gegensatz zu den holometabolen Insekten sind die Ametabolen, wie auch die Hemimetabolen, nach neueren Erkenntnissen aber keine natürliche Verwandtschaftsgruppe. Die ametabole Entwicklung ist der ursprüngliche Entwicklungsgang innerhalb der Sechsfüßer (Hexapoda), es handelt sich also um ein den zusammengefassten Gruppen gemeinsames urtümliches Merkmal, eine Symplesiomorphie.

## Ametabola als Taxon
Viele Pioniere der Entomologie fassten die nach dem Entwicklungsgang unterscheidbaren Gruppen als systematische Einheiten oder Taxa auf. William Elford Leach hatte 1815 „Metabolia“ und „Ametabolia“ gegenübergestellt. Hermann Burmeister unterschied im „Handbuch der Entomologie“ (1832) „Insecta metabola“ und „Insecta ametabola“, ab 1835 teilte er von diesen die „Insecta hemimetabola“ ab. Nach dem Aufkommen der Kladistik oder phylogenetischen Systematik in den 1950er Jahren wurden diese Kategorien als systematische Einheiten nicht mehr verwendet. Heute werden von den „Ametabola“ nur noch die Fischchen und die Felsenspringer (Insekten) zu den Insekten gezählt. Von diesen sind die Fischchen näher mit den geflügelten Insekten verwandt als mit den Felsenspringern.

## Ametabole Entwicklung
Die ametabole Entwicklung ist eine Entwicklung ohne Metamorphose. Es gibt zahlreiche Larvenstadien, Larven und Imagines sehen gleich aus; oft ist es schwierig, geschlechtsreife Tiere sicher zu identifizieren. Bei einigen, aber nicht allen Fischchen und Felsenspringern, häuten sich geschlechtsreife Tiere auch regelmäßig weiter, so zum Beispiel beim Ofenfischchen (Thermobia domestica). Die Entwicklung ist aber im Verhältnis zu den holometabolen und den hemimetabolen schlecht erforscht, lediglich am Ofenfischchen liegen einige Studien vor. Die Entwicklung ist auch hier hormonell gesteuert, wobei der Spiegel und das Verhältnis von Ecdyson und Juvenilhormon vermutlich eine entscheidende Rolle spielen. Beim Ofenfischchen ist zum Beispiel das Erscheinen von Schuppen auf der Kutikula im dritten Larvenstadium auf einen Abfall des Spiegels des Juvenilhormons zurückgeführt worden.
Vor die eigentlichen Larvenstadien ist bei den ametabolen Insekten ein mehrere Tage lebendes, bewegliches Stadium eingeschaltet, die sogenannte Prolarve. Diese ist bei den hemimetabolen Insekten ebenfalls vorhanden, aber oft kurzlebig und unbeweglich. Einer verbreiteten Hypothese zufolge geht auf sie die Larve der Holometabolen zurück, die demnach nicht den Nymphen der Ametabolen und Hemimetabolen homolog wäre.

## Belege
1. ↑  Hickmann, Roberts, Larson, l’Anson, Eisenhour: Zoologie. 13. Auflage, Pearson Studium, 2008, ISBN 978-3-8273-7265-9, S. 640 Google Books
2. ↑  Nikita Julievich Kluge (2010): Circumscriptional names of higher taxa in Hexapoda. Bionomina 1: 15–55.
3. ↑  Hermann Burmeister: Handbuch der Entomologie. Berlin: G. Reimer; ab Bd. 2: Theod. Chr. Friedr. Enslin, 1832–1855 Volltextquelle
4. ↑  Alessandro Minelli, Carlo Brena, Gianluca Deflorian, Diego Maruzzo, Giuseppe Fusco (2006): From embryo to adult — beyond the conventional periodization of arthropod development. Development Genes and Evolution 216: 373–383, doi:10.1007/s00427-006-0075-6
5. ↑  J.A.L. Watson (1964): Moulting and reproduction in the adult firebrat Thermobia domestica (Packard) (Thysanura, Lepismatidae). I. The moulting cycle and its control. Journal of insect physology 10(2): 305–317.
6. ↑  Aniruddha Mitra (2013): Cinderella’s new shoes – how and why insects remodel their bodies between life stages. Current Science vol. 104, no. 8: 128–1036.
7. ↑  James W. Truman & Lynn M. Riddiford (2002): Endocrine insight into the evolution of metamorphosis in insects. Annual Revue of Entomology 47: 467–500.
8. ↑  James W. Truman & Lynn M. Riddiford (1999): The origins of insect metamorphosis. Nature vol. 401: 447–452.